# Sam G. Bratton

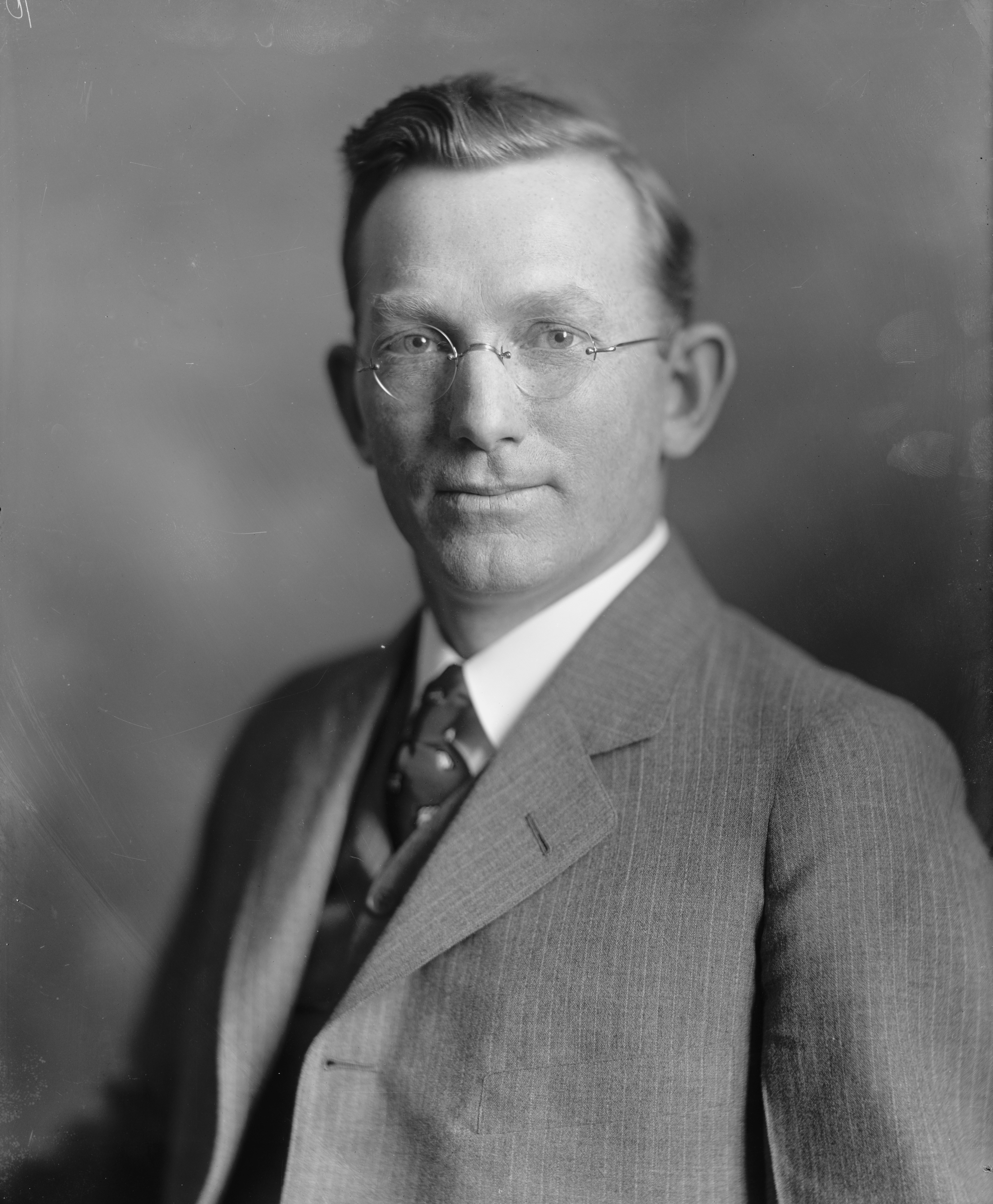
Sam G. Bratton

Sam Gilbert Bratton (* 19. August 1888 in Kosse, Limestone County, Texas; † 22. September 1963 in Albuquerque, New Mexico) war ein US-amerikanischer Jurist und Politiker (Demokratische Partei), der den Bundesstaat New Mexico im US-Senat vertrat. Anschließend fungierte er als Bundesrichter am Bundesberufungsgericht für den zehnten Gerichtskreis.
Bratton besuchte zunächst die öffentlichen Schulen. Er machte seinen Abschluss an der Normalschule des Staates Texas und arbeitete danach als Lehrer in Claude und Hereford. Nach erfolgreichem Jura-Studium wurde er 1909 in die Anwaltskammer aufgenommen und begann in Farwell zu praktizieren. 1915 zog er nach Clovis in New Mexico um und setzte dort seine juristische Tätigkeit fort.
Von 1919 bis 1921 bekleidete Sam Bratton das Amt des Bezirksrichters für den fünften Gerichtsdistrikt von New Mexico. Nach einer Neueinteilung der Bezirke war er in gleicher Funktion bis 1923 für den neunten Distrikt des Staates zuständig. In diesem Jahr wurde er zum beigeordneten Richter am New Mexico Supreme Court berufen. Bereits 1924 legte er dieses Amt nieder, nachdem er zum Senatskandidaten der Demokratischen Partei gekürt worden war.
Nach erfolgreicher Wahl sowie der Wiederwahl im Jahr 1930 verblieb Bratton bis 1933 im Senat. In dieser Zeit stand er dem Committee on Irrigation and Reclamation vor. Er trat dann zurück, nachdem ihm das Amt als Richter am United States Court of Appeals for the Tenth Circuit angetragen worden war. In dieser Funktion war er als Nachfolger von John Hazelton Cotteral bis 1961 tätig, ehe er in den Senior Status wechselte. Sein 1922 geborener Sohn Howard wurde ebenfalls Bundesrichter.